# Hyderabad Open 2004
L'Hyderabad Open 2004 è stato un torneo di tennis giocato sul cemento. È stata la 2ª edizione dell'Hyderabad Open, che fa parte della categoria Tier IV nell'ambito del WTA Tour 2004. Si è giocato nella città indiana di Hyderabad dal 16 al 22 febbraio.

## Campionesse

### Singolare
Nicole Pratt ha battuto in finale  Marija Kirilenko con il punteggio di 7–6, 6–1

### Doppio
Liezel Huber /  Sania Mirza hanno battuto in finale  Li Ting /  Sun Tiantian con il punteggio di 7–6(1), 6–4